# 최정은
최정은(2004년 8월 25일 ~ )은 대한민국의 아역 배우로 2019년까지 활동하고 아이돌이 되기 위해 연습생이 되었다. 2023년 하이브 걸그룹 오디션 프로그램 《R U  Next?》에 참가했다.

## 아역 배우 활동
초등학교 2학년 때에 엄마의 권유로 모델 콘테스트에 참가하면서 연기를 시작했고 3학년에 아역 배우가 되었다. 원래 내향적인 성격이었으나 연기 활동을 하면서 성격이 바뀌었다. 초등학교 4학년이던 2015년 초에 SBS 《꾸러기 탐구생활》로 방송 프로그램에 처음 출연했다. 시끄러운 카페에서 오디션을 보면서도 《꾸러기 탐구생활》 제작진이 준 카드 내용을 모두 암기해서 합격했다. 471회(2015년 1월 21일)부터 713회(2017년 8월 29일)까지 탐구대원으로 출연했다. 2019년에 인터뷰에서 《꾸러기 탐구생활》에 출연하며 많은 지식을 배웠다고 했다. 《꾸러기 탐구생활》 출연기간 동안 영화 《해어화》(2016), 《대장 김창수》(2017), 《가을 우체국》(2017), 《지구별》(2017), 《흥부》(2018)에 출연했다.
2017년 9월 1일부터 공개된 재능TV 웹드라마 《봉인해제 13세》에 봉진상 역으로 출연했다. 《봉인해제 13세》는 종영 직전까지 누적 조회수 1500만회를 돌파했고, 출연 배우들을 만나게 해 달라는 요청으로 2018년 5월 12일에 서울 도곡동에서 구독자 200명을 초청한 행사를 열었다. 행사 참석을 위해 1만 명에 가까운 지원자가 몰릴 정도로 초등학생과 중고등학생에게 인기있는 드라마였고 최정은 역시 인기를 얻었다. 《봉인해제 13세》 종영 후에 MBC 드라마 《검법남녀》와 OCN 드라마 《손 the guest》에 단역으로 출연했다. 2018년 12월 7일부터 방영된 재능TV 단편 웹드라마 《너랑 만든 드라마》에 조연으로 출연했다.
2019년에 개봉한 영화 《극한직업》 오디션에서 자신이 쓴 대본을 바탕으로 자유연기를 보여주고 합격해 주인공 고상기 역을 맡은 류승룡의 딸 고예진 역으로 출연했다. 《극한직업》에 출연한 아역배우는 최정은이 유일하다. 류승룡과 함께 치킨을 먹는 장면은 당시 최정은이 재학 중이던 인천 숭덕여중 교복을 입고 거의 3시간 동안 촬영했다. 촬영할 때 처음에는 많이 긴장했으나 류승룡이 긴장을 풀도록 도와주었기 때문에 나중에는 편하게 찍을 수 있었다. 《극한직업》을 영화관에서 3번 관람했고 이벤트로 당첨된 시사회는 아버지와 함께 봤다. 영화에 나온 자신의 모습을 보고 생각한 것보다 표정이 잘 나오지 않았다고 아쉬워했다. 《극한직업》 출연 후 학교에서 유명해져 선생님들에게 사인 요청을 받기도 했다.
2019년 5월 17일부터 공개된 재능TV 웹드라마 《댄스 넘버 피프틴》에서 주연 도이진 역으로 출연했다. 《봉인해제 13세》 촬영기간에 브루노 마스의 〈Finesse〉와 청하의 〈Roller Coaster〉 커버댄스 영상을 촬영한 것이 출연 계기가 되었다. 《댄스 넘버 피프틴》 촬영을 앞두고 매주 일요일마다 5시간씩 춤을 연습하고 드라마 공개 전에 있지의 〈달라달라〉 커버댄스 영상을 촬영했다. 이 시기에 춤에 대한 관심이 많아졌다. 아이돌 가수 연습생 제안을 여러 차례 받았지만 당시에는 연기에 더 흥미를 느꼈고 노래에 재능이 없다고 생각했기 때문에 가수가 되려고 하지 않았다. 《댄스 넘버 피프틴》을 끝으로 초관심 시리즈 출연을 끝냈다.
영화 《차인표》(2021)를 2019년에 촬영했다.  《차인표》에서 우정출연한 류승룡과 다시 같은 영화에 출연했다. 《차인표》가 아역 배우로서 활동한 마지막 작품이 되었다.

## 《알유넥스트》 참가
아이돌 가수 연습생 생활에 집중하고 싶어서 고등학교에 입학하기 전에 자퇴했다. 쏘스뮤직 연습생이었다. 2023년 6월 12일에 최정은의 《알유넥스트》 참가가 공개되었다. 6월 30일부터 방영된 《알유넥스트》에 빌리프랩 소속 연습생으로 참가했다. 제작진이 왜 연습생 생활을 하냐고 묻자 “힘든 과정이 다 잊혀질 정도로 그 순간이 짜릿하다”며 데뷔하면 말로 표현할 수 없는 행복함이 느껴질 것 같다고 했다. 《알유넥스트》에서는 연습생의 성을 빼고 이름만 표시했기 때문에 최정은의 이름도 '정은'으로만 표시되었다.
1라운드를 시작하기 전에 월말평가 순위에 따라 8번을 받고 지우, 샤넬과 같은 유닛으로 편성되었다. 윤아는 셋이 편성된 뱃미걸즈 유닛에 대해 보컬 어벤져스라고 했고, 지민도 보컬이 탄탄하다고 했다. 뱃미걸즈는 다른 연습생들에게 최강 유닛으로 꼽혔다. 정은은 지우와 샤넬의 음역대가 높고 표현도 좋아서 부담을 느꼈지만, 맏언니 지우가 연습을 주도하면서 정은과 샤넬의 아쉬운 점을 보완해주었기 때문에 순조롭게 준비할 수 있었다.
1라운드 무대가 끝난 뒤에 아이키는 무대가 시작하니까 정은의 눈빛이 바뀌었다고 했고, 박규리는 ‘연기를 한 적이 있어 그런지 조금 더 표정이 살아있는 느낌을 받았어요’라고 했다. 심사 결과 정은이 하이레벨 연습생으로 선정되었다. 하지만 1라운드 평가는 같은 유닛 연습생들간의 레벨을 나누는 방식이었고, 정은도 인터뷰에서 언니들 덕분에 많이 늘었다며 마냥 좋아할 수 없었다고 했다.
| 유닛 이름 | 노래 / 무대 영상     | 하이레벨 | 미드레벨 | 로우레벨 |
| --------- | -------------------- | -------- | -------- | -------- |
| 뱃미걸즈  | 레드벨벳 〈Bad Boy〉 | 정은     | 샤넬     | 지우     |

2라운드에서는 윤아, 히메나, 서연과 함께 HIGH-A 유닛 멤버가 되었다. 표현력 오디션에서 뉴진스 〈Attention〉 무대의 킬링파트 연습생으로 선정되었다. 윤아가 MID-B 유닛의 모카와 한참 동안 파트 분배를 놓고 입씨름한 끝에 HIGH-A 유닛이 〈Attention〉의 2절을 맡게 되었다.
2라운드 무대가 끝나고 HIGH-A 유닛에서 정은이 603점으로 가장 높은 점수를 받았다. 조권은 정은이 교과서적으로 완벽하게 무대를 소화했다고 평가했다. HIGH-A 유닛이 MID-B 유닛을 이겼기 때문에 베네핏 50점을 받았다. 순위 발표식에서는 전체 3위가 되어 하이레벨 등급을 유지했다.
| 유닛   | 연습생                   | 평균점수 | 노래 / 무대 영상     |
| ------ | ------------------------ | -------- | -------------------- |
| MID-B  | 모카, 샤넬, 유이사       | 527      | 뉴진스 〈Attention〉 |
| HIGH-A | 윤아, 정은, 히메나, 서연 | 589      | 뉴진스 〈Attention〉 |

3라운드에서 리더로 결정된 혜원, 서연, 예원 중에서 혜원을 선택했다. 두 번째 미션 장르가 힙합으로 밝혀지자 좋아했다. 힐코레오 미션곡인 소녀시대 〈The Boys〉에서 4번 파트를, 힙합 미션곡인 리사 〈MONEY〉에서 3번 파트를 맡았다. 두 미션 모두 혜원유닛이 승리해 최종 우승을 차지했고, 소속 연습생들도 베네핏 100점을 받았다. 그러나 순위발표식에서 정은의 순위는 7위로 하락해서 미드레벨 연습생이 되었다.
| 순위 | 유닛     | 연습생                                    | 미션     | 점수 | 총점 | 노래 / 무대 영상      |
| ---- | -------- | ----------------------------------------- | -------- | ---- | ---- | --------------------- |
| 1위  | 혜원유닛 | 혜원, 이로하, 윤아 샤넬, 영서, 정은, 지현 | 힐코레오 | 4419 | 8673 | 소녀시대 〈The Boys〉 |
| 1위  | 혜원유닛 | 혜원, 이로하, 윤아 샤넬, 영서, 정은, 지현 | 힙합     | 4254 | 8673 | 리사 〈MONEY〉        |

4라운드에서 보컬 포지션을 선택했다. 보컬 A유닛 리더 지우가 가장 먼저 정은을 호명했다. 지우는 인터뷰에서 정은의 목소리 톤이 와닿는 뭔가가 있다고 말했다. 선곡권 배틀에서 윤아와 함께 나가서 노래했으나 보컬 B유닛의 민주, 예원에게 졌다. B유닛이 태연의 〈불티〉를 선택했기 때문에 A유닛의 곡은 백예린의 〈우주를 건너〉로 결정되었다.
4라운드 무대 시작 직전에 공개된 글로벌 1차 투표 결과에서 정은은 14위였다. 〈우주를 건너〉 무대가 끝나고 이현은 〈우주를 건너〉에 정은 목소리가 가장 잘 어울린다고 생각했는데, 오늘은 너무 업돼서 아쉽다고 평했다. 보컬 유닛 맞대결에서 A유닛이 이겼기 때문에 정은도 베네핏 100점을 받았다. 순위발표식에서는 3라운드보다 4단계 하락한 11위가 되었고, 등급도 로우레벨로 하락했다.
| 포지션 | 유닛   | 연습생                 | 점수 | 노래 / 무대 영상       |
| ------ | ------ | ---------------------- | ---- | ---------------------- |
| 보컬   | 보컬 A | 지우, 윤아, 정은, 원희 | 3305 | 백예린 〈우주를 건너〉 |
| 보컬   | 보컬 B | 예원, 샤넬, 민주, 서연 | 3105 | 태연 〈불티〉          |

5라운드 컬러미션에서 레드유닛을 선택했다. 5라운드 무대 시작 직전에 공개된 글로벌 2차 투표 순위는 11위였다. 레드유닛의 〈Monster〉 무대는 심사위원들에게 호평받았고, 이현은 정은에 대해 진짜 많이 늘고 있고, 무대를 봤을 때 계속 눈에 띄고, 오늘 유일하게 지적할 점이 없었다고 했다. 퍼플유닛 총대 연습생으로 블랙미션을 준비하는 히메나가 다른 유닛 소속임에도 불구하고 한국어 발음 연습을 도와주었다. 레드유닛이 컬러미션과 블랙미션에서 모두 1위를 차지해 최종 우승했고, 정은도 베네핏 100점을 받았다. 순위발표식에서는 4라운드보다 3단계 오른 8위가 되었다.
5라운드가 끝나고 체육관에서 벌어진 짝꿍 림보 게임에서 샤넬과 한 조가 되어 그레이팀 승리에 기여했다. 최강팀 결정전에서는 모카·히메나 조에게 졌다.
| 유닛     | 총점 | 연습생                           | 노래 / 무대 영상                 |
| -------- | ---- | -------------------------------- | -------------------------------- |
| 레드유닛 | 7648 | 윤아, 지우, 이로하, 정은, 후우나 | 레드벨벳-아이린&슬기 〈Monster〉 |

6라운드 신곡 미션에서는 〈Scrum〉을 선택했다. 신곡 파트 오디션에서 노래와 안무를 모두 능숙하게 했기 때문에 심사위원들에게 호평받고 〈Scrum〉 센터로 선정되었다. 글로벌 3차 투표에서는 11위였다. 6라운드 〈Scrum〉 무대가 끝난 후 이현은 정은이 시작하는 도입부부터 무대가 즐거웠다고 했다. 아이키는 정은에게 약간의 떨림이 있었지만 너무 좋은 떨림이었다고 칭찬했다.
글로벌 K팝미션에서는 자청해서 〈Feel Special〉의 서브보컬 3번 파트를 맡았다. 보컬, 랩, 댄스가 모두 들어 있는 파트라고 생각했기 때문이었다. 〈Feel Special〉 무대도 심사위원들에게 호평을 받아 Scrum팀이 최종 승리했다. 정은도 베네핏 200점을 받아 2라운드부터 6라운드까지 모두 승리한 유일한 연습생이 되었다. 그러나 순위발표식에서는 9위가 되어 5라운드보다 하락했다.
| 팀    | 연습생                               | 미션       | 점수 | 총점  | 노래 / 무대 영상          |
| ----- | ------------------------------------ | ---------- | ---- | ----- | ------------------------- |
| Scrum | 정은, 원희, 지우, 이로하, 민주, 모카 | 신곡       | 5508 | 10898 | 〈Scrum〉                 |
| Scrum | 정은, 원희, 지우, 이로하, 민주, 모카 | 글로벌 K팝 | 5390 | 10898 | 트와이스 〈Feel Special〉 |

파이널 신곡 미션에서 〈Desperate〉를 선택했으나 신곡 파트 오디션에서 〈Aim High〉 멤버로 결정되었다. 파이널 1차 투표에서는 8위였다. 파이널 2차 투표까지 합산한 결과 종합 6위가 되었으나, 《알유넥스트》에서는 1·2위만 투표에 따라 선발하고 나머지 4명은 모두 소속사의 결정으로 뽑았다. 소속사가 선택한 연습생은 민주, 이로하, 모카, 윤아였기 때문에 정은은 《알유넥스트》에서 데뷔하지 못하고 다음을 기약해야 했다.
저 스스로도 많이 성장했다고 느끼기 때문에
이번 알유넥스트가 끝이 아니니까 다른 곳에서
좋은 모습 보여드릴 수 있도록 많이 노력하고 있겠습니다.
지금까지 사랑해 주셔서 너무 감사합니다.— 《알유넥스트》 10회 최종 인사말

| 최종순위 | 연습생 | 1라운드 | 2라운드 | 3라운드 | 4라운드 | 5라운드 | 6라운드 | 7라운드 |
| -------- | ------ | ------- | ------- | ------- | ------- | ------- | ------- | ------- |
| 6        | 정은   | 8       | 3       | 7       | 11      | 8       | 9       | 6       |

## 출연작·인터뷰

### TV 프로그램
| 출연기간              | 제목            | 역할            |
| --------------------- | --------------- | --------------- |
| 2015.1.21.~2017.8.29. | 꾸러기 탐구생활 | 탐구대원        |
| 2023.6.30.~2023.9.1.  | 알유넥스트      | 빌리프랩 연습생 |

### 드라마
| 출연기간               | 방송사     | 제목             | 배역      | 비고                          |
| ---------------------- | ---------- | ---------------- | --------- | ----------------------------- |
| 2017.9.1.~2018.5.18.   | 재능TV     | 봉인해제 13세    | 봉진상    | 웹드라마 초관심 시리즈 시즌 2 |
| 2018.7.9.              | MBC        | 검법남녀         | 어린 은솔 | 25회 출연                     |
| 2018년                 | OCN        | 손 the guest     | 여중생    |                               |
| 2018.11.11.            | HBO 아시아 | 몽달             | 서우      | 텔레비전 영화                 |
| 2018.12.7.~2018.12.28. | 재능TV     | 너랑 만든 드라마 | 박라경    | 웹드라마                      |
| 2019.5.17.~2019.7.12.  | 재능TV     | 댄스 넘버 피프틴 | 도이진    | 웹드라마 초관심 시리즈 시즌 4 |

### 영화
| 연도 | 개봉일    | 영화        | 배역               |
| ---- | --------- | ----------- | ------------------ |
| 2016 | 4월 13일  | 해어화      | 애기 기생          |
| 2017 | 10월 19일 | 대장 김창수 | 개항장 기모노아이1 |
| 2017 | 10월 19일 | 가을 우체국 | 어린 수련          |
| 2017 | 11월 30일 | 지구별      | 지수               |
| 2018 | 2월 14일  | 흥부        | 조혁집 아이        |
| 2019 | 1월 23일  | 극한직업    | 고예진             |
| 2021 | 1월 1일   | 차인표      | 정은               |

### 인터뷰
| 연도 | 날짜     | 언론사     | 제목                                                         |
| ---- | -------- | ---------- | ------------------------------------------------------------ |
| 2019 | 2월 11일 | 이데일리   | ‘극한직업’ 최정은 “실제 교복 입고 3시간 치킨 먹방”(인터뷰)   |
| 2019 | 5월 10일 | 매일경제   | 극한직업` 최정은 "성장하는 배우 될래요"                      |
| 2019 | 5월 11일 | 스포츠동아 | 최정은 “김재환 팬클럽 회원♥, ‘극한직업’ 후 교무실 난리나”    |
| 2019 | 5월 14일 | 헤럴드경제 | ‘극한직업’ 최정은 “다재다능한 배우가 되고 싶다”              |
| 2019 | 5월 14일 | 뷰어스     | 마주보기① ‘극한직업’ 최정은 “아빠 친구·선생님 반응 뿌듯했다” |
| 2019 | 5월 14일 | 뷰어스     | 마주보기② ‘극한직업’ 최정은이 꿈꾸는 미래                    |
| 2019 | 5월 19일 | 스포츠월드 | ‘극한직업’ 아역 최정은을 기억하는가…본격 배우 출사표         |

## 이야깃거리
- 초등학생일 때 5년 동안 임원으로 활동했다.[5]

- 자신의 얼굴 중에서 입꼬리가 가장 매력적이라고 생각한다.[48][49]

- 아역 배우 시절의 롤모델은 하지원과 김소현이었다.[17] 어렸을 때 엄마와 함께 《시크릿 가든》를 보고 하지원을 롤모델로 삼았다.[5] 《시크릿 가든》은 최정은이 처음으로 본 드라마이기도 하다.[5]

- 좌우명은 ‘7번 넘어지면 8번 일어나자!’이다.[50]

- 김재환을 좋아해서 워너원의 팬이 되었다.[5] 워너원의 마지막 콘서트 《Therefore》를 보기 위해 2019년 1월 24일 고척돔에 갔다왔고, 콘서트 마지막 날인 1월 27일에는 라이브 방송으로 시청했다.[2] 워너원 해체 후에는 솔로로 데뷔한 김재환 공식 1기 팬클럽에 가입하고 2019년 5월 26일에 열린 팬미팅에 갔다.[5] 2023년 《알유넥스트》 첫 녹화날에 김재환이 심사위원으로 출연한 것을 보고 놀라서 입을 다물지 못했으며, 같이 1라운드 무대를 준비한 지우에게 얼굴이 빨개질 것 같다고 말했다.[51]

- 《알유넥스트》 참가 연습생 중에서 윤아와 특히 친했다. 최정은이 연습생 생활을 시작했을 때부터 알고 지냈고, 병원에 입원했을 때 윤아가 전화해서 울었던 일도 있었다.[52] 1라운드 전체 1위가 된 윤아가 2라운드 HIGH-A 유닛 멤버를 뽑을 때 가장 먼저 최정은을 불렀다.[53] 3라운드 선곡권 배틀에서는 최정은과 윤아가 같이 보컬 B유닛의 민주, 예원과 겨뤘다.[31] 5라운드를 준비할 때는 리더 역할을 제대로 못한다고 생각한 윤아가 최정은에게 속마음을 털어놓았고, 최정은은 윤아를 도와주었다. 2라운드에서 4라운드까지 둘은 계속 같은 유닛으로 활동하면서 모두 이겼기 때문에 윤아는 자신과 정은이 필승 조합이라며 둘을 데려가면 무조건 베네핏을 받는다고 말하기도 했다.[54] 6라운드 준비 기간에 한 그랬구나 게임에서 둘이 공동 우승해서 상품권을 상으로 받았다.[55] 파이널에서도 같이 신곡 무대를 준비했다. 하지만 윤아가 소속사의 선택을 받아 아일릿 멤버가 된 반면 최정은은 다음 기회를 기약해야만 했다.